# Neutralisation (Phonologie)
Unter Neutralisation versteht man in der Phonologie die „Aufhebung einer Opposition in bestimmter Stellung“ durch einen phonetischen Prozess.
Ein gutes Beispiel bieten stimmhafte Obstruenten am Wortende im Deutschen. Die Opposition [±stimmhaft] des wortfinalen Konsonanten wird in dieser Position neutralisiert, da ein stimmhafter Obstruent aufgrund der Auslautverhärtung stimmlos realisiert wird (z. B. [d] als [t].) Die beiden Äußerungen "Mein Rat" und "Mein Rad" sind somit homophon, da die Stimmhaftigkeitsopposition aufgehoben wurde.
Die Neutralisationsregel lässt sich formulieren als
C[+stimmhaft] → C[-stimmhaft] | _#
Im breiteren Sinne kann man Neutralisationsregeln auch auf anderen linguistischen Beschreibungsebenen aufstellen.